# 班布托州
5°37′N 10°15′E / 5.617°N 10.250°E

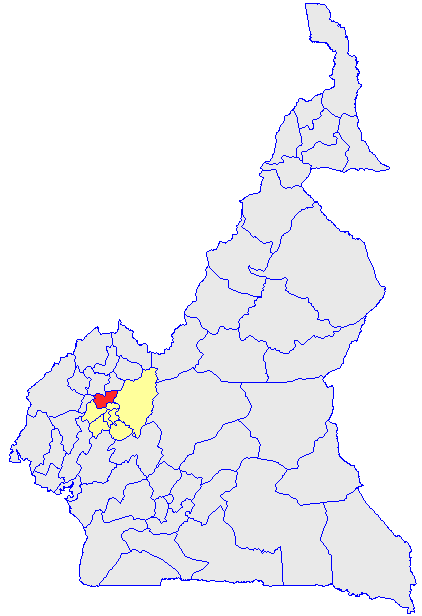

班布托州（法語：Bamboutos），是喀麥隆的58個州份之一，位於該國西部，由西部區負責管轄，東面是努恩州，面積1,173平方公里，2001年人口318,848，人口密度每平方公里271.8人。